# 空気階段の踊り場
『空気階段の踊り場』（くうきかいだんのおどりば）は、TBSラジオ制作・JRN系列で放送されているラジオ番組。お笑いコンビの空気階段（鈴木もぐら、水川かたまり）がパーソナリティを務める。

## 概要
- 2016年10月15日のTBSラジオ『マイナビLaughter Night（ラフターナイト）』第2回チャンピオンライブで空気階段が優勝し、その特典として2016年12月10日に『空気階段のRADIO ESCALATOR』が放送された。これが好評だったため2017年4月からTBSラジオ『空気階段の踊り場』としてレギュラー化した[1]。当初はTBSラジオ『マイナビ Laughter Night』内の後半30分枠の放送（金曜深夜24:30~25:00）。なお空気階段は『マイナビLaughter Night』第3回チャンピオンライブで二度目の優勝を果たし、その特典として2017年12月10日には冠特番『空気階段の踊り場大回転』が放送された[2]。
- 公式サイト内にて『若手芸人「空気階段」が、人生のためになる情報をお送りする教養バラエティ。リスナーや街頭インタビューなどで意見を募り、人生をうまく生き抜くヒントを見つけていきます。』と紹介されている。
- 空気階段のメディア露出が増える以前から行っている番組で、水川かたまりと鈴木もぐら、二人の恋愛、失恋、結婚、出産、離婚まで赤裸々に語られるのが特徴。
- 年内最後の放送回では『踊り場アワード』と題して、その年の放送の中で印象に残った発言を紹介（2019年のみ翌年の3月末に放送を行った）。
- 2020年春の改編で『マイナビ Laughter Night』の後半枠を「マイナビラフターナイト第5回チャンピオンLIVE」で優勝した真空ジェシカ（番組名は『真空ジェシカのラジオ父ちゃん』）に交代[3]。これにより単独の番組枠として土曜深夜（日曜未明）3:30 - 4:00に移動。
- 2021年3月13日深夜放送の第203回において、2021年4月から放送枠を毎週月曜深夜0時〜1時に移動し、放送時間が30分から1時間に拡大すると発表した[4]。
- 2021年10月4日深夜の放送は、この2日前に行われた「キングオブコント2021」で彼らが優勝したことを記念して急遽生放送となった[5]。
- 2024年4月水川が「かたまりさん」と呼んでもらいたいが「水川さん」とばかり呼ばれると言う話から改名しようという運びになり、名前がライブで緊張すると勃起するという特徴から『緊張ボキ（勃起）太郎』と改名したがはずかしく決心がつかない為、お試し期間として番組内でのみ呼ばれている。

## 放送時間
- 土曜 0:30 - 1:00（金曜深夜）（2017年4月 - 2020年3月・マイナビ Laughter Night内・後半枠）
- 日曜 3:30 - 4:00（土曜深夜）（2020年4月 - 2021年3月）
- 火曜 0:00 - 1:00（月曜深夜）（2021年4月 - ）

## コーナー
なんか、怒られました
リスナーからなぜか怒られてしまったエピソードを募集するコーナー。コーナーが生まれた発端は、もぐらが収録に遅刻したにもかかわらず、新幹線でスナック菓子のじゃがりこを買って食べていたことで、かたまりが激怒したことがきっかけ。
孤独なおじさん、いざゆかん
孤独なおじさん（「こどおじ」）リスナーから、自身の孤独感を感じたエピソードや日常のなかで感じたことを募集するコーナー。男性からだけでなく女性からもメールを募集している。女性の場合は「こどおば」と呼ばれる。
侵入者のコーナー
アフタートーク限定。リスナーから突然部屋に侵入してきた謎の生物（主に昆虫）を写真に撮って送ってもらい、その写真に写った侵入者の正体を空気階段の二人と他のリスナーたちとで探るコーナー。
片親あるある
アフタートーク限定。片親育ちであるもぐらが、リスナーから募集した片親のあるあるを読み上げるコーナー。

## 終了したコーナー
サラリーマンじゃない人の声
もぐらが街中にいる“サラリーマンじゃない人”にインタビューするコーナー。もぐらが愛聴しているラジオ番組である『森本毅郎・スタンバイ!』のコーナー『現場にアタック 金曜恒例・サラリーマンの声』を模している。第1回放送から存在する名物コーナーで、別のコーナーをはさみ第100回で復活したが、その後、2020年の新型コロナウィルス感染拡大によりロケが困難となったことから終了となった。

怒りもぐら
リスナーの怒り・叫び・嘆きをもぐらが代わりに絶叫するコーナー。

お叱りもえちゃん
水川 航太（かたまりの本名）の優しい心配性なお母さんこと“もえちゃん”が禁止しそうなことを募集するコーナー。

あんちゃん、あそぼ
鈴木もぐらの9つ下の妹「みーちゃん」が考えそうな遊びを募集するコーナー。幼いころには兄妹なかよく遊んでいたが、ほぼ絶縁状態になってしまった妹との関係を懐かしみつつ、もぐらが演じるみーちゃんの声で「あんちゃん、あんちゃん」と呼びかけるところが好評を博した。鈴木もぐらの母も妹もラジオを聴かないことから、家族に特段の説明なく続けられたコーナーだった。みーちゃんが幼い頃に描いた絵をステッカーにしてリスナーに配布していた。しかし2019年1月19日放送分にて、ついに妹にこのコーナーの存在がバレてしまい、妹のみーちゃんから｢コーナーを終了しなければ本当に絶縁する」と言われたことで終了。

レンタルもぐら
もぐらが真人間になるため、リスナーからの要望を可能な限り応えていくコーナー。報酬相当額をもぐらの借金返済に充てることが想定されていた。

チンして食べて♥
第94回放送において、かたまりが上手にできたカレーをもぐらに食べてほしいと持参したものの、もぐらは断固拒否してカレーに口をつけなかった。もぐらが「BL人気狙ってるでしょ?」と発言したことがきっかけで始まったコーナー。かたまりからもぐらへの書き置き、それに対するもぐらのリアクションがセット。

もしもし翔太か?
番組内でもぐらの実家に電話した際のもぐらの母の音声「もしもし翔太か?」｢ダメーーー!」｢できないーーー!」｢じゃあね〜」を用い、様々なシチュエーションでもぐらの母に電話をかけるコーナー。もぐら母からNGが出て終了に追い込まれた。

私、前世はプリンセスだったのよ
普段は口調が激しいもぐらの母だが、本当のことを言っている時はお嬢様のような口調になり「お嬢モード」が発動する。もぐらの母がお嬢以外にも持っているモードを募集するコーナー。

渋谷に戻ろう
第155回にて、大学生時代に渋谷で開かれた合コンで、自身の岡山訛りをイジられて怒って帰ったというエピソードを話したかたまり。当時の合コンに出席していた他のメンバー（になりきったリスナー）から、かたまりに渋谷に帰るように説得してもらうコーナー。コーナーとしては終了したが、実際の同席者からのメールは募集を続けている。

僕、帰ります
上記のかたまりのエピソードのように「すぐ帰った｣、もしくは周囲の「すぐ帰るヤツ」のエピソードを募集するコーナー。

つっこみーちゃん
第155回にて、もぐらの妹みーちゃんが、｢うるせぇ、ハナクソババァ!」が口癖になってしまった子供に「それ『仮面ライダー電王』のセリフね! 10年前くらいにやってたやつ! 佐藤健主演の!」と説明ツッコミをしたエピソードから生まれたコーナー。リスナーから子供の発言にみーちゃんがしそうな説明ツッコミを募集する。前述の「あんちゃん、あそぼ♪」のコーナーはみーちゃんから苦情を受けたが、こちらのコーナーはもぐらとみーちゃんの関係が若干改善したこともあってか黙認されている。

キタノ映画っぽい話
もぐらが度々経験するような北野武監督作品の映画、すなわち北野映画のような独特の哀愁が詰まった話（特に『菊次郎の夏』のような北野の少年時代の体験がベースとなっている作品を指す）を募集するコーナー。

お元気ですか? 歯です。
もぐらを始め、様々な人物が失った歯が、近況を報告してくるコーナー。

うんこしたくなる瞬間
「本屋に行くとうんこしたくなる」のように、うんこしたくなる瞬間を募集するコーナー。

パチいい話
リスナーからパチンコにまつわるいい話を募集するコーナー。BGMはもぐらが喉を枯らした状態で歌唱したこのコーナー専用のオリジナルソング。コーナー自体は終了したが、もぐらがYoutubeの配信番組『くずパチ』で共演している岡野がゲストで来た際に復活する。

ブレインスリープ サイコゥ! サイコゥ! サイコゥ!
「ブレインスリープ」とのコラボコーナー。2021年9月限定。リスナーが見たサイコゥ!な夢を募集する。毎週、かたまりが選んだ1名に「ブレインスリープ・ピロー」がプレゼントされる。また、Twitter上でハッシュタグ「#ブレインスリープサイコゥ」をつけた状態でツイートすることで、毎週1名に「ブレインスリープ・ピロー」がプレゼントされる。

サイコゥ! サイコゥ! サイコゥ!
かたまりが2021年大ヒットさせたいギャグ「サイコゥ! サイコゥ! サイコゥ!」をリスナーから送られる「最高だと思うこと」に合わせて絶叫するサイコゥ! サイコゥ! サイコゥ! なブチアゲコーナー。コーナーBGMはHenry Fongの「Bubblin Anthem｣。しかし思ったよりメールが振るわなかったことから終了されかけるも、ジングル専用のコーナーとして継続。2021年9月中では「ブレインスリープ」とのコラボコーナーとして行われた（後述）。

ただ泣きたくなるの
もぐらの母が質屋に宝石を売りに行った帰りに「一つ偽物だったわ…」と悲しそうに言ったというエピソードトークから生まれたコーナー。シチュエーションともぐらの母の一言を募集するコーナー。コーナーBGMは中山美穂の「ただ泣きたくなるの｣。もぐらの母には内緒で行っているコーナーの為、存在がバレてしまったら即終了する可能性が高い。

キモいやつ見ました
高校時代に彼女がいたかたまりのエピソードトークから生まれたコーナー。リスナーから学校や街中で見かけた（主に若者の）｢キモいやつ」を募集するコーナー。コーナーBGMはORANGE RANGEの「ロコローション｣。一時期、もぐらが妻とショッピングモールで手を繋いで歩いていたというエピソードトークから「大人のキモいやつ」も募集したが、趣旨が違うメールが多く投稿されたため、廃止となった。

ギンダチボンバー
『キモいやつ見ました』からの派生コーナー。異性との興奮するシチュエーションに遭遇した際、その時は異性に対して素っ気ない態度や言動を取って平静を装っていたが、実は勃起していたリスナーのエピソードを紹介するコーナー。投稿者が女性の場合は『シキュギュンボンバー』として紹介される。

4時44分のコーナー
かたまりの『4時44分で止まった時計を見ると泣いてしまう』というトークから生まれたコーナー。リスナーが経験した怖いエピソードを紹介し、かたまりが泣いてしまったらメールを紹介したリスナーに自腹でプレゼントをする。BGMは『着信アリ』の「死の着信メロディ」。

腐敗
自由民主党の政治資金パーティー収入不記載騒動に端を発し生まれたコーナー。自分の職場、クラスの腐敗した様子のエピソードを送ってもらう。内容的には「成績優秀な生徒に送った『宿題免除シール』を丁寧に剥がし使いまわしていた。」「クラスの陽キャが付き合い始めたリア充カップルへのデート代カンパを強要された。」といった非常に小さな物。

## ゲスト
- 岡野陽一（ゲスト最多出演、準レギュラー）
- 吉住
- 永井すみれ
- 谷奥（元マネージャー）
- 山本（マネージャー、ビンタ役で出演）
- かが屋
- 真空ジェシカ
- タイムマシーン3号（コメント出演）
- 根尾あかり
- 酒井貴士（ザ・マミィ、電話出演）
- 後藤亮介（元ホタテーズ、電話出演）
- さらば青春の光
- 峯田和伸
- レインボー
- せお[注 2]（構成作家）
- 秋山寛貴（ハナコ）
- ヨコヤマ、ヒラタ（もぐらが大学時代、寮生活をしていた仲間）
- 花澤香菜（コメント出演）
- DJ KOO（コメント出演）
- 大沢悠里（コメント出演）
- 錦鯉
- 西村真二（コットン、電話出演）
- トム・ブラウン
- 鬼越トマホーク
- 虹の黄昏（街頭インタビューにて出演）
- 爆笑問題（番組終盤に乱入）

## テーマ曲
- オープニング・エンディング 東京スカパラダイスオーケストラ『Damned feat. FPM』
- サウンドステッカー
  - ザ・クロマニヨンズ『光線銃』
  - The Prodigy『Run with the Wolves』
  - 東京スカパラダイスオーケストラ『Can't Take My Eyes Off Of You-君の瞳に恋してる-』
  - どついたるねん『カズダンス』
  - どついたるねん『鳥貴族』

## 番組内エピソード
2020年
- 3月22日、枠移動と新番組『真空ジェシカのラジオ父ちゃん』の告知を兼ねて『空気階段のミニ踊り場』として15分の特別番組を放送。
- 3月27日、マイナビ Laughter Night内での最後の放送。岡野陽一を迎えて1時間スペシャルで放送を行った。
- 5月30日、もぐらが愛読していた漫画『I"s』の魅力を語る特別企画『I"sをキミに...』と題して放送を行った。
- 9月26日、『キングオブコント2020』終了直後に生放送を行う。

2021年
- 2月20日、放送200回目を記念して生放送を行う。
- 3月29日、番組が月曜24時台の1時間番組に昇格。
- 7月12日、『ABCお笑いグランプリ』終了直後にABCラジオのスタジオから収録を行った。サプライズゲストとして、もぐらと共に大学の寮生活をしていた仲間達が出演。
- 8月16日、月曜24時台で初の生放送を行った。ゲストの岡野陽一ともぐらが出演するYouTubeチャンネル『新!王庭チャンネル』内で放送している『くずパチ』とコラボしてメールが採用されたリスナーにくずパチグッズがプレゼントされた。後日放送の模様がYouTubeに投稿された。
- 10月4日、『キングオブコント2021』優勝を記念し急遽生放送を行う。花澤香菜、DJ KOO、エザキさんからの祝福コメントが届いたほか、シークレットゲストとして銀杏BOYZの峯田和伸が生出演し、優勝を祝福した後、ギター弾き語りで「エンジェルベイビー」を歌唱した。
- 11月22日、イベント『大踊り場』直後の生放送。イベントに続いて岡野も出演した。

2022年
- 2月14日、第5回単独公演「fart」東京公演のスケジュールとラジオ収録のスケジュールが合わなかった為、生放送を行った。
- 2月28日、第5回単独公演「fart」大阪公演の翌日にABCラジオのスタジオから収録を行った。番組終盤にもぐらの母校である大阪芸術大学の寮を訪れロケを行った。
- 4月11日、もぐら かたまり、共に新型コロナウイルスに感染した為番組を欠席。ピンチヒッターに鬼越トマホークと岡野陽一を迎えて放送を行った。
- 4月18日、先週に引き続き空気階段が番組を欠席。ピンチヒッターにレインボーを迎え『踊り場クイズ』と題してリスナーとジャンボが過去の放送分から作成されたクイズを回答する特別企画行った。

## 番組イベント
- ｢空気階段の大踊り場｣（2019年11月28日、東京・草月ホール）
  - 番組初の公開イベント。かたまりが交際中の彼女に公開プロポーズを行い成功したほか、シークレットゲストとしてもぐらが学生時代から熱烈なファンだった銀杏BOYZの峯田和伸が登場し、ギター弾き語りで「夢で逢えたら」を披露した[10]。この際に披露されたライブ音源は後に2021年にリリースされた銀杏BOYZのシングル「少年少女」のカップリングに収録された[11]。
  - ゲスト：岡野陽一、峯田和伸（銀杏BOYZ）
  - VTR出演：土屋アンナ
- ｢空気階段の大踊り場｣（2021年11月22日、東京・ヒューリックホール東京）
  - 2回目となる公開イベント。オフィシャルサイト「空気階段の屋上」でチケットの最速先行受付（抽選）を行うほか、配信チケットも販売される[12]。配信チケットは9,000枚以上を売り上げた。
  - ゲスト：岡野陽一、飯塚悟志（東京03、シークレットゲスト[13]）

## 著名なリスナー
- 爆笑問題
- 伊集院光
- 小川紗良[14]
- TAKURO

## 放送局

### 現在
| 放送対象地域 | 放送局            | 系列    | 放送開始       | 放送時間                    | 備考   | ネット状況 |
| ------------ | ----------------- | ------- | -------------- | --------------------------- | ------ | ---------- |
| 関東広域圏   | TBSラジオ         | JRN     | 2021年3月30日  | 火曜 0:00 - 1:00 (月曜深夜) |        | 制作局     |
| 沖縄県       | 琉球放送（RBC）   | JRN     | 2021年3月30日  | 火曜 0:00 - 1:00 (月曜深夜) |        | 同時ネット |
| 中京広域圏   | CBCラジオ         | JRN     | 2022年3月29日  | 火曜 0:00 - 1:00 (月曜深夜) |        | 同時ネット |
| 石川県       | 北陸放送（MRO）   | JRN/NRN | 2021年3月31日  | 木曜 21:00 - 22:00          | [ 15 ] | 遅れネット |
| 岡山県       | RSK山陽放送       | JRN/NRN | 2021年4月4日   | 火曜 21:00 - 22:00          | [ 16 ] | 遅れネット |
| 青森県       | 青森放送（RAB）   | JRN/NRN | 2021年4月4日   | 日曜 3:00 - 4:00 (土曜深夜) |        | 遅れネット |
| 熊本県       | 熊本放送（RKK）   | JRN/NRN | 2021年4月4日   | 水曜 23:00 - 24:00          | [ 17 ] | 遅れネット |
| 山梨県       | 山梨放送（YBS）   | JRN/NRN | 2021年4月4日   | 日曜 21:00 - 21:59          | [ 18 ] | 遅れネット |
| 福井県       | 福井放送（FBC）   | JRN/NRN | 2021年4月4日   | 日曜 23:00 - 24:00          | [ 19 ] | 遅れネット |
| 山形県       | 山形放送（YBC）   | JRN/NRN | 2021年4月4日   | 日曜 23:00 - 24:00          |        | 遅れネット |
| 富山県       | 北日本放送（KNB） | JRN/NRN | 2021年4月4日   | 土曜 20:00 - 21:00          | [ 20 ] | 遅れネット |
| 岩手県       | IBC岩手放送       | JRN/NRN | 2022年4月2日   | 土曜 21:30 - 22:30          |        | 遅れネット |
| 大分県       | 大分放送（OBS）   | JRN/NRN | 2023年10月4日  | 水曜 21:00 - 22:00          |        | 遅れネット |
| 徳島県       | 四国放送（JRT）   | JRN/NRN | 2024年4月6日   | 土曜 20:00 - 21:00          | [ 21 ] | 遅れネット |
| 和歌山県     | 和歌山放送（WBS） | JRN/NRN | 2024年4月6日   | 土曜 21:00 - 22:00          |        | 遅れネット |
| 北海道       | 北海道放送（HBC） | JRN/NRN | 2024年10月14日 | 月曜 1:00 - 2:00 (日曜深夜) |        | 遅れネット |

過去のネット局
- 南海放送（RNB）（2021年10月1日 - 2022年3月25日。金曜 19:00 - 20:00に遅れネット）
- 宮崎放送（mrt）（2022年3月30日 - 2023年3月29日。水曜 21:00 - 22:00に遅れネット）
- 山陰放送（BSS）（2023年4月6日 - 2023年9月28日。木曜 21:00 - 22:00に遅れネット）
- 新潟放送（BSN）（2023年4月5日 - 2024年9月25日。水曜 18:00 - 19:00に遅れネット）
- 東北放送（TBC）（2024年10月10日 - 2025年3月27日。木曜 20:00 - 21:00に遅れネット）

### 過去

#### 土曜深夜
| 放送対象地域 | 放送局            | 系列    | 放送開始      | 放送時間                    | 備考       |
| ------------ | ----------------- | ------- | ------------- | --------------------------- | ---------- |
| 関東広域圏   | TBSラジオ         | JRN     | 2020年4月5日  | 日曜 3:30 - 4:00 (土曜深夜) | 制作局     |
| 秋田県       | 秋田放送（ABS）   | JRN/NRN | 2020年4月5日  | 日曜 3:30 - 4:00 (土曜深夜) | 同時ネット |
| 福島県       | ラジオ福島（rfc） | JRN/NRN | 2020年4月5日  | 日曜 3:30 - 4:00 (土曜深夜) | 同時ネット |
| 石川県       | 北陸放送（MRO）   | JRN/NRN | 2020年4月5日  | 日曜 3:30 - 4:00 (土曜深夜) | 同時ネット |
| 岡山県       | RSK山陽放送       | JRN/NRN | 2020年4月5日  | 日曜 3:30 - 4:00 (土曜深夜) | 同時ネット |
| 沖縄県       | 琉球放送（RBC）   | JRN     | 2020年4月5日  | 日曜 3:30 - 4:00 (土曜深夜) | 同時ネット |
| 北海道       | 北海道放送（HBC） | JRN/NRN | 2020年10月4日 | 日曜 3:30 - 4:00 (土曜深夜) | 同時ネット |
| 青森県       | 青森放送（RAB）   | JRN/NRN | 2020年10月4日 | 日曜 3:30 - 4:00 (土曜深夜) | 同時ネット |
| 山梨県       | 山梨放送（YBS）   | JRN/NRN | 2020年4月14日 | 火曜 21:00 - 21:30          | 遅れネット |

過去のネット局
- 長崎放送（NBC）・NBCラジオ佐賀（2020年4月11日 - 9月26日。土曜18:30 - 19:00に遅れネット）
- 大分放送（OBS）（2020年4月12日 - 9月27日。日曜15:00 - 15:30に遅れネット）

#### 金曜深夜（マイナビ Laughter Night内）
| 放送対象地域 | 放送局    | 系列 | 放送開始     | 放送時間                    | 備考   |
| ------------ | --------- | ---- | ------------ | --------------------------- | ------ |
| 関東広域圏   | TBSラジオ | JRN  | 2017年4月8日 | 土曜 0:30 - 1:00 (金曜深夜) | 制作局 |

## スタッフ
- プロデューサー - 志田卓（『森本毅郎・スタンバイ!』を担当）
- ディレクター - 越崎恭平[25]（『爆笑問題カーボーイ』『爆笑問題の日曜サンデー』『マイナビ Laughter Night』などの番組でもディレクターを担当）
- 構成 - 永井ふわふわ[注 4]（『おぎやはぎのメガネびいき』（2017年3月まで)、『バナナマンのバナナムーンGOLD』および複数のテレビ番組などでも構成を担当）